# دانشگاه پزشکی ۱، یانگون
دانشگاه پزشکی ۱، یانگون واقع در یانگون، قدیمی‌ترین دانشکده پزشکی در میانمار است. این دانشگاه مدارک کارشناسی پزشکی و جراحی (معادل دکترای پزشکی) و مدارک فارغ‌التحصیلی (دیپلم، کارشناسی ارشد و دکترا) در علوم پزشکی ارائه می‌دهد. این دانشگاه سالانه حدود ۴۰۰ دانشجو بر اساس نمرات امتحان ورودی دانشگاه می‌پذیرد.
دانشگاه پزشکی ۱ شامل سه پردیس است: پردیس لانمادو (همچنین به عنوان St. John's شناخته می‌شود)، پردیس جاده پیای (همچنین به عنوان لیخون شناخته می‌شود) و پردیس جاده تاتون (کالج مهندسی و معدن BOC سابق).
دانشگاه پزشکی ۱، یانگون یکی از پنج مدرسه در میانمار است که توسط کمیسیون آموزشی برای فارغ التحصیلان پزشکی خارجی به رسمیت شناخته شده است.